# Blastocladiomycota
Sous-règne
Division
Sous-division
Les Blastocladiomycètes sont une division (Blastocladiomycota) de champignons chytrides. Ils sont les seuls représentants connus du sous-règne des Blastocladiomyceta et ne comprennent qu'une seule sous-division, les Blastocladiomycotina.
Il s'agit de champignons zoosporiques souvent détritivores, terricoles ou aquatiques. Ils s'attaquent notamment aux tardigrades, aux daphnies et à diverses plantes ou larves aquatiques.

## Liste des classes
Selon NCBI (21 juin 2020) :
- classe Blastocladiomycetes
- classe Physodermatomycetes Tedersoo & al. 2018